# Hapoel Be'er Sheva B.C.
L'Hapoel Be'er Sheva è una società cestistica avente sede a Be'er Sheva, in Israele. Fondata nel 1965, gioca nel massimo campionato israeliano.

## Roster 2022-2023
Aggiornato al 14 dicembre 2022.
|    | Naz.                                        | Ruolo | Sportivo         | Anno | Alt. | Peso | Note |
| -- | ------------------------------------------- | ----- | ---------------- | ---- | ---- | ---- | ---- |
| 1  | Stati Uniti (bandiera)                      | AG    | Greg Whittington | 1993 | 203  | 95   |      |
| 2  | Stati Uniti (bandiera) · Israele (bandiera) | C     | Ben Eisenhardt   | 1990 | 208  | 98   |      |
| 4  | Stati Uniti (bandiera) · Nigeria (bandiera) | P     | David Efianayi   | 1995 | 188  | 83   |      |
| 6  | Israele (bandiera)                          | G     | Roy Paretsky     | 2002 | 194  | 87   |      |
| 8  | Argentina (bandiera) · Israele (bandiera)   | G     | Joaquín Szuchman | 1995 | 191  | 86   |      |
| 13 | Francia (bandiera) · Guinea (bandiera)      | AG    | Tidjan Keita     | 1996 | 208  | 93   |      |
| 14 | Regno Unito (bandiera) · Israele (bandiera) | P     | Neta Segal       | 1995 | 188  |      |      |
| 15 | Israele (bandiera) · Russia (bandiera)      | G     | Egor Koulechov   | 1994 | 196  | 95   |      |
| 16 | Israele (bandiera)                          | G     | Ron Zipper       | 2003 | 192  | 85   |      |
| 17 | Israele (bandiera)                          | AG    | Tomer Porat      | 1999 | 201  | 96   |      |
| 26 | Stati Uniti (bandiera)                      | AP    | Ben Moore        | 1995 | 203  | 100  |      |
| 35 | Israele (bandiera)                          | AC    | Erik Edery       | 2001 | 206  |      |      |
| 44 | Stati Uniti (bandiera)                      | G     | Khalil Ahmad     | 1996 | 191  | 95   |      |

### Staff tecnico
| Allenatore: | Lior Lubin               |
| Assistente: | Guy Kaplan, Yaniv Ravins |

## Palmarès
- Liga Leumit: 1

2017-2018
- Lega Balcanica: 1

2022-2023